# Saint-Jean-de-Sixt
Saint-Jean-de-Sixt ist eine französische Gemeinde im Département Haute-Savoie in der Region Auvergne-Rhône-Alpes.

## Geographie
Saint-Jean-de-Sixt liegt auf 959 m, nordöstlich von Thônes, etwa 22 Kilometer östlich der Stadt Annecy (Luftlinie). Das Dorf erstreckt sich auf einem breiten Sattel zwischen den Tälern von Nom im Süden und Borne im Norden. Es bildet das Zentrum der Bornes-Alpen und liegt am Ostfuß des Mont Lachat.
Die Fläche des 12,21 km² großen Gemeindegebiets umfasst einen Abschnitt der Bornes-Alpen. Das Hauptsiedlungsgebiet wird von einem Sattel eingenommen, der sich nach Süden zum Flusslauf des Nom, nach Norden zum rund 100 m tiefer gelegenen Talboden des Borne absenkt. Nördlich von Saint-Jean-de-Sixt zeichnet der Borne einen scharfen Knick, verlässt das Längstal in den Bornes-Alpen und durchbricht die angrenzende Kette in einer engen Schlucht (Défilé des Etroits). Nach Nordwesten erstreckt sich das Gemeindeareal auf den Mont Lachat, auf dessen Kamm mit 1860 m die höchste Erhebung von Saint-Jean-de-Sixt erreicht wird. Im Süden reicht der Gemeindeboden bis zur Talenge des Nom, welche die Verbindung nach La Clusaz herstellt und die auf der östlichen Seite von der Tête du Danay (1730 m), auf der westlichen Seite von den Ausläufern der Pointe de Beauregard flankiert wird.
Zu Saint-Jean-de-Sixt gehören neben dem eigentlichen Ortskern auch verschiedene Weilersiedlungen und Gehöfte, darunter:
- Forgeassoud (980 m) auf dem Sattel zwischen Nom und Borne
- Le Villaret (870 m) im Tal des Borne

Nachbargemeinden von Saint-Jean-de-Sixt sind Glières-Val-de-Borne im Norden, Le Grand-Bornand im Osten, La Clusaz im Süden sowie Les Villards-sur-Thônes im Westen.

## Geschichte
Sixt geht auf das Wort scis zurück und bedeutet etwa so viel wie gespaltete Steine. Der einstige Ort befand sich auf dem Hügel Crêt. Etwa um 1860, als zahlreiche Häuser baufällig waren, entschieden die Bewohner, den Ort an der heutigen Stelle neu aufzubauen.

## Bevölkerungsentwicklung
Mit 1500 Einwohnern (Stand 1. Januar 2022) gehört Saint-Jean-de-Sixt zu den kleineren Gemeinden des Départements Haute-Savoie. Seit Mitte der 1970er Jahre wurde eine deutliche Bevölkerungszunahme verzeichnet.
| Jahr                       | 1962 | 1968 | 1975 | 1982 | 1990 | 1999 | 2010 | 2020 |
| Einwohner                  | 466  | 476  | 511  | 696  | 852  | 1005 | 1410 | 1465 |
| Quellen: Cassini und INSEE |      |      |      |      |      |      |      |      |

## Sehenswürdigkeiten
Die Pfarrkirche Saint-Jean-Baptiste wurde in den Jahren von 1869 bis 1871 erbaut. In Villaret steht eine Kapelle, die ursprünglich um 1600 errichtet, jedoch 1823 bis 1826 neu erbaut wurde. Eine weitere Kapelle aus dem 17. Jahrhundert befindet sich im Weiler Forgeassoud. Die Häuser in Villaret zeigen den traditionellen savoyischen Baustil.

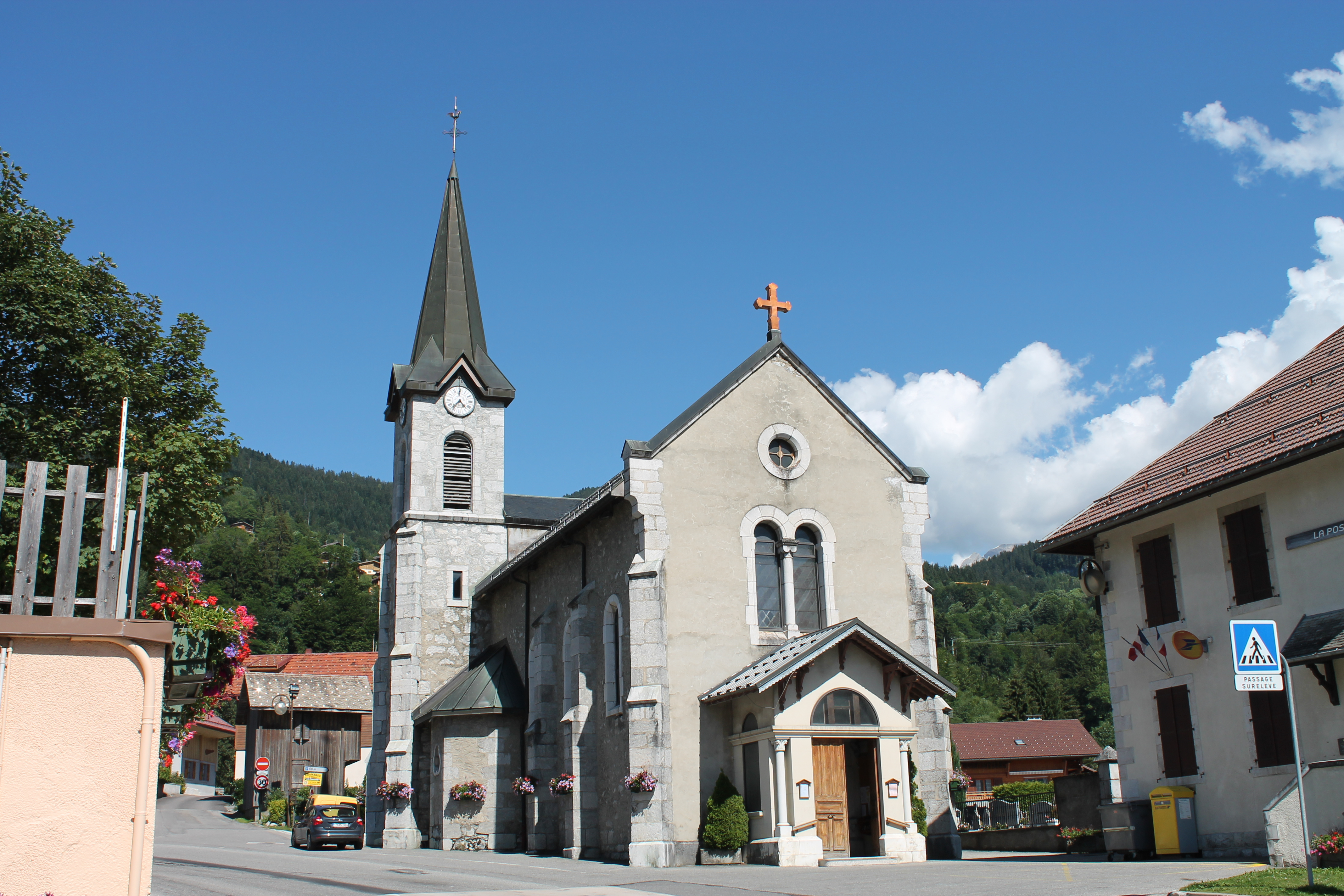
Kirche Saint-Jean-Baptiste
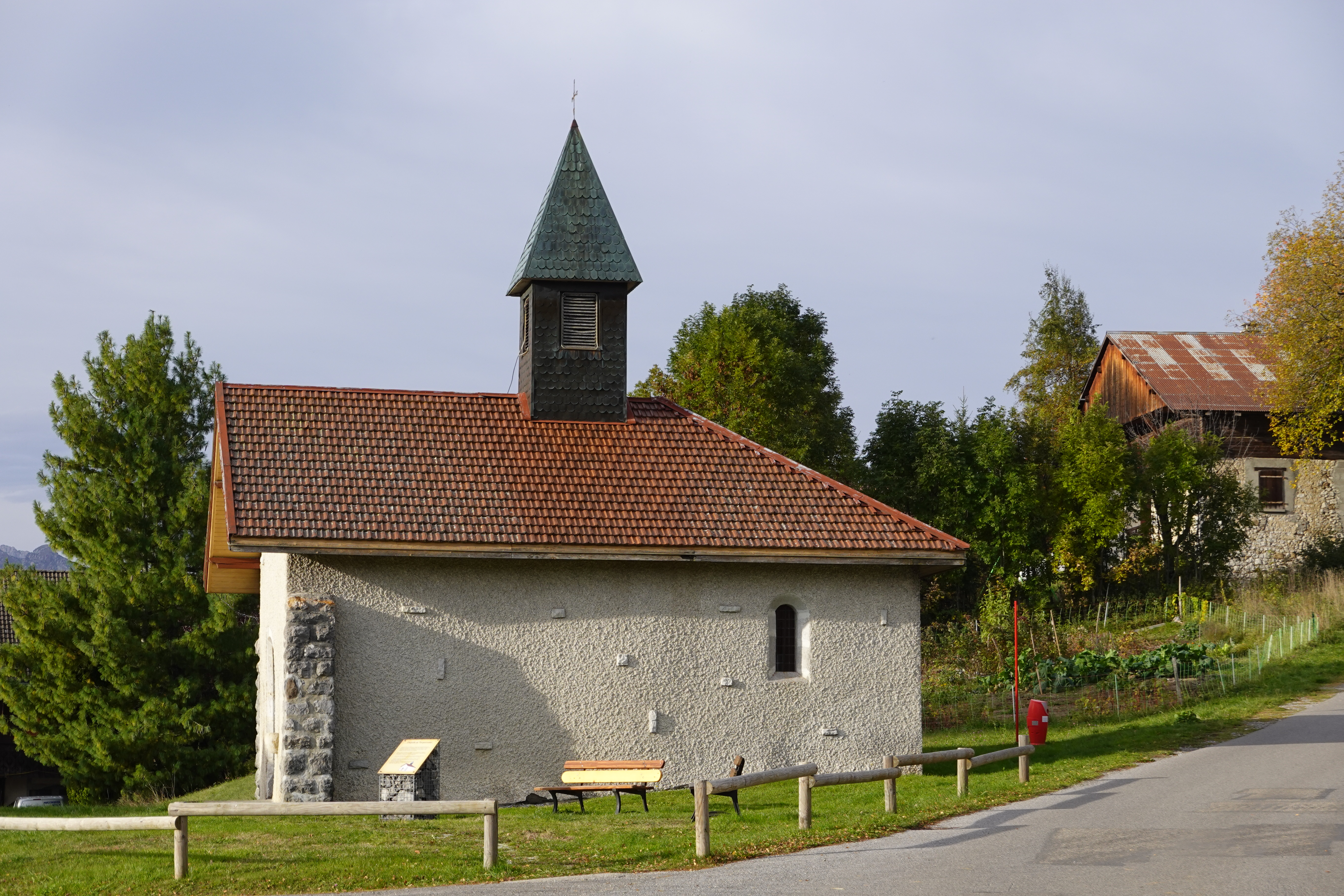
Kapelle in Forgeassoud
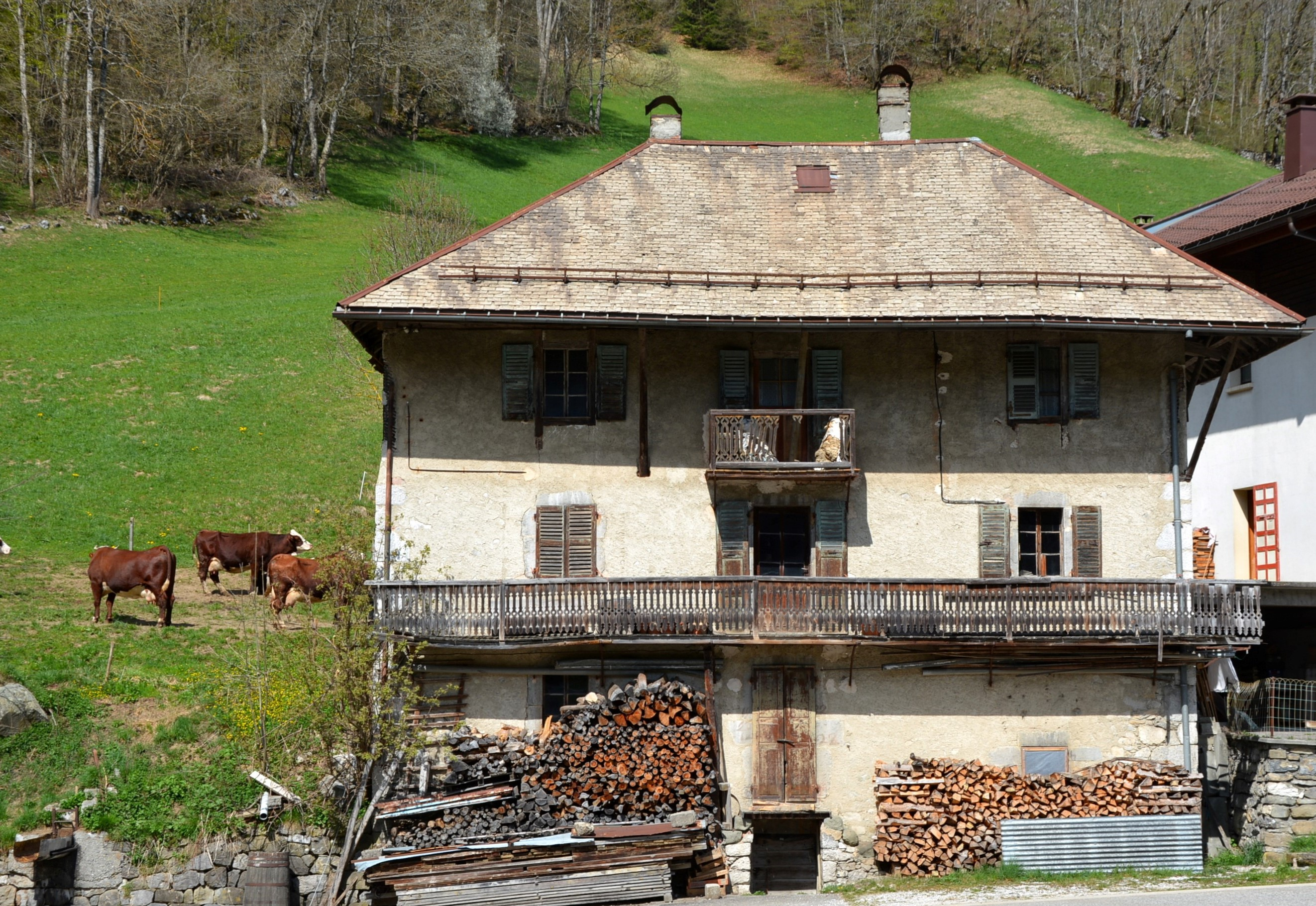
Ehemaliges Zollgebäude

## Wirtschaft und Infrastruktur
Saint-Jean-de-Sixt war bis weit ins 20. Jahrhundert hinein ein vorwiegend durch die Landwirtschaft und Alpwirtschaft geprägtes Dorf. Heute gibt es verschiedene Betriebe des Kleingewerbes. Viele Erwerbstätige sind Wegpendler, die in den größeren Ortschaften der Umgebung ihrer Arbeit nachgehen. In den letzten Jahrzehnten profitierte Saint-Jean-de-Sixt dank seiner Nähe zu den Wintersportorten La Clusaz und Le Grand-Bornand im Bornes-Massiv ebenfalls vom Tourismus.
Die Ortschaft liegt an der Kreuzung der wichtigen Straßen, welche das Bornes-Massiv erschließen: Die Nord-Süd-Querung des Massivs verläuft von Bonneville via Saint-Jean-de-Sixt und La Clusaz nach Albertville, während die West-Ost-Querung Thônes via Saint-Jean-de-Sixt mit Le Grand-Bornand und Cluses verbindet.

## Persönlichkeiten
Pierre Favre (1506–1546), ein Gefährte von Ignatius von Loyola, wurde in Le Villaret geboren.